# 轰炸布加勒斯特

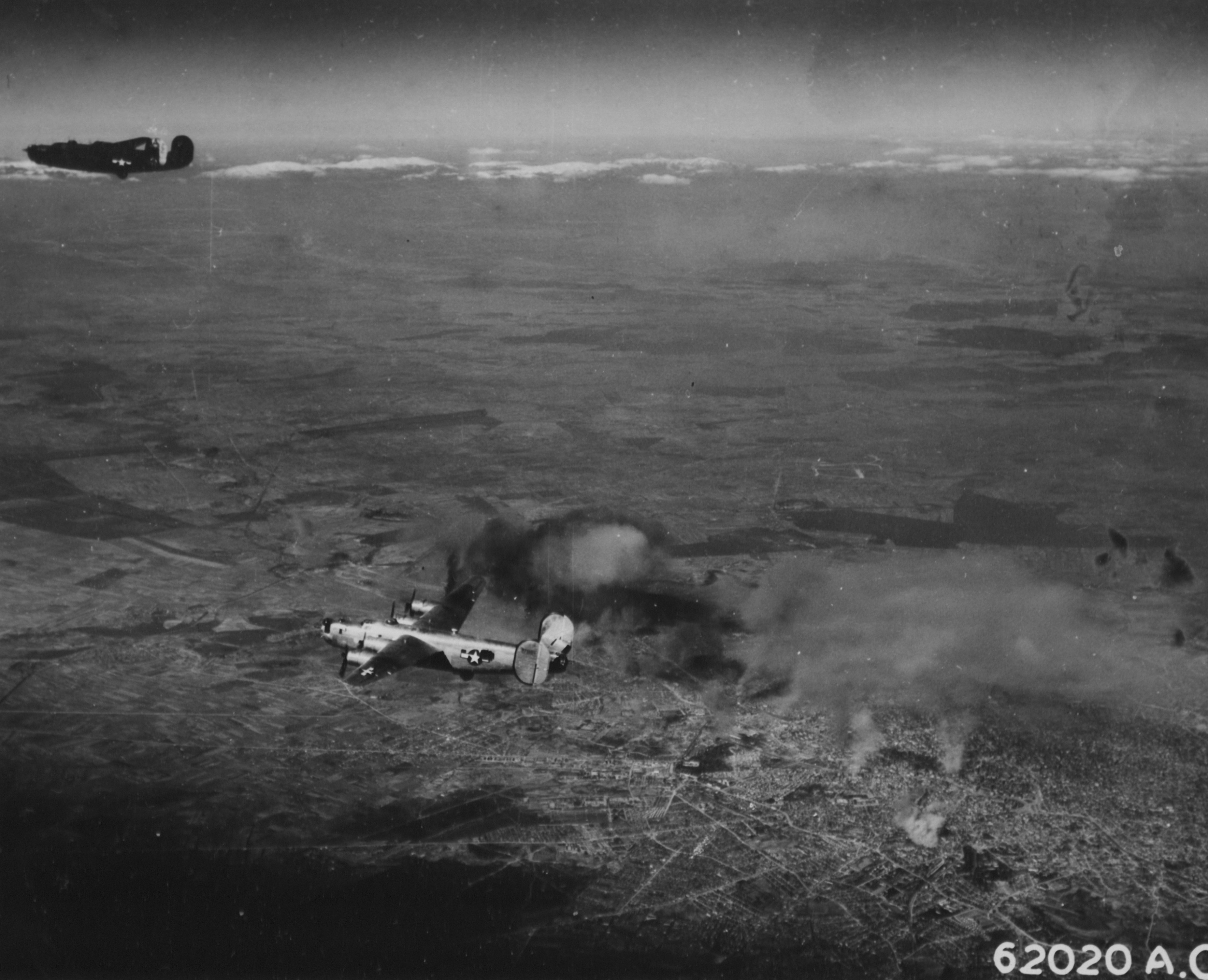
轰炸布加勒斯特

轰炸布加勒斯特是第二次世界大戰期間同盟國軍隊和納粹德國對羅馬尼亞的布加勒斯特發動的轟炸。1944年4至8月间，同盟國軍隊对罗马尼亚布加勒斯特的石油战略目标进行轰炸，亦轰炸当地铁路目标。1944年八二三武装起义过后，纳粹德国还对布加勒斯特进行过一次轰炸。
盟军于1944年4月4日发起轟炸行动，在四个月的时间里进行了一系列共17次轰炸，美國陸軍航空軍和英國皇家空軍共出动了约3640架各型轰炸机和大约1830架护航战斗机。至于附帶損害方面，5524名布加勒斯特居民遇难，3373人受伤，47974人无家可归。1944年8月23-26日间，由於羅馬尼亞的扬·安东内斯库的法西斯主义政权倒台，納粹德國為了对罗马尼亚转换阵营的行为展开报复，出动納粹德國空軍再次轰炸布加勒斯特。